# Emil Braginski
Emil (Emmanuel) Wieniaminowicz Braginski (ros. Эми́ль (Эммануэль) Вениами́нович Браги́нский; ur. 19 listopada 1921 w Moskwie, zm. 26 maja 1998 tamże) – radziecki i rosyjski scenarzysta.
W 1953 ukończył Moskiewski Instytut Prawniczy. Od 1955 pracował w kinematografii. W 1977 otrzymał Nagrodę Państwową ZSRR.
Pochowany na Cmentarzu Wagańkowskim w Moskwie.

## Wybrane scenariusze filmowe

### Filmy fabularne
- 2000: Ciche wody
- 1987: Zapomniana melodia na flet
- 1982: Dworzec dla dwojga
- 1979: Garaż
- 1975: Szczęśliwego Nowego Roku
- 1971: Na rabunek

### Filmy animowane
- 1970: Bobry